# Kitamura Kaneko

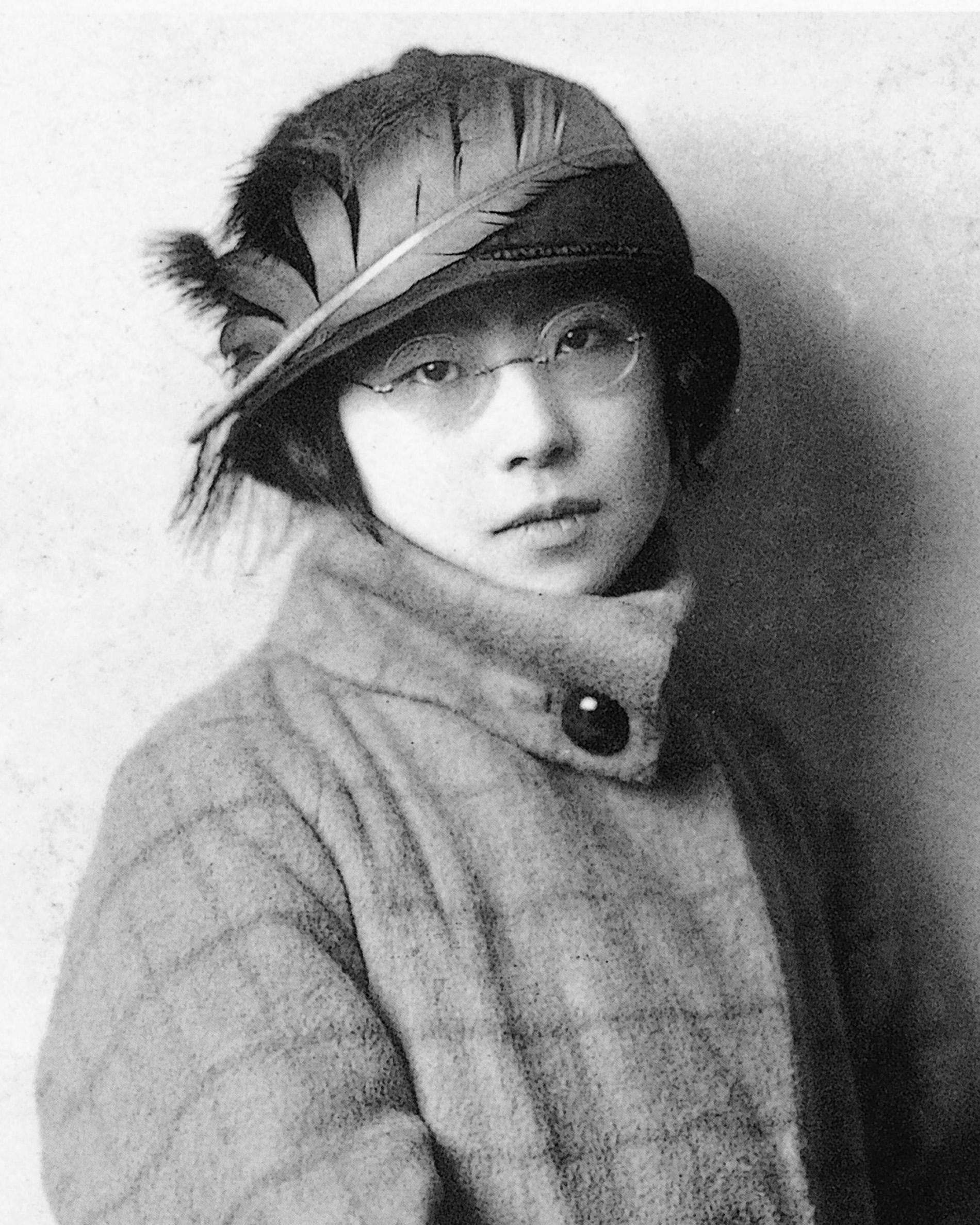
Kitamura Kaneko

Kitamura Kaneko (japanisch 北村 兼子; geboren am 26. November 1903 in Sōze Präfektur Ōsaka; gestorben am 26. Juli 1931) war eine japanische Journalistin, Frauenrechtsaktivistin und Pilotin.

## Leben und Schaffen
Kaneko wurde als Tochter des Sinologen Kaitsu und dessen Frau Katsuno 1903 geboren. Sie besuchte zunächst die Ameda-Oberschule für Mädchen und schloss dann die Fremdsprachenschule in Ōsaka ab. Nach der Schulzeit besuchte sie als einzige Frau Jura-Vorlesungen an der Kansai-Universität. Nach ihrem Universitätsbesuch begann sie mit 22 Jahren als Journalistin bei der Asahi Shimbun in Ōsaka zu arbeiten. Zwischen dem Kita-Tajima-Erdbeben 1925 und de Kita-Tango-Erdbeben 1927 veröffentlichte sie in der Asahi-Shimbun eine Reihe von Artikeln, in denen sie sich mit der Stellung der Frau in der Gesellschaft auseinandersetzte. Sie schrieb zudem über die Kolonialisierung Taiwans. 1927 beendete ihre Tätigkeit bei der Zeitung und arbeitete freischaffend.
1928 nahm Kaneko an der Pan-Pacific Women’s Conference in Honolulu und 1929 am Kongress der International Alliance of Women in Berlin teil. In Berlin hiel sie einen Vortrag in deutscher Sprache über die „Frauenbewegung in Japan und die Ablehnung eines Gesetzesentwurfs zu einem Bürgerrechtsgesetz für Frauen“.  Im Anschluss besuchte sie Taiwan. 1928 waren ihre Biografie Fujin kisha haigyōki denki Kitamura Kaneko (婦人記者廃業記 : 伝記・北村兼子) und das Buch Ōzora ni tobu (大空に飛ぶ, etwa: Fliegen in den weiten Himmel) erschienen. Begeistert von der  englischen Pilotin und Rennfahrerin Mildred Mary Petre (1895–1990), die Geschwindigkeitsrekorde aufstellte und 1930 in 25 Flugtagen von London nach Tokio flog, beschloss Kaneko selbst eine Pilotinnenlizenz zu erwerben.
1931 absolvierte sie die „Japanische Flugschule“ (日本飛行機学校) und erhielt im Juli ihre Pilotinnenlizenz. Kaneko starb 1931 mitten in der Vorbereitung ihres Fluges nach Europa im Alter von 28 Jahren an einer Bauchfellentzündung.

## Veröffentlichungen (Auswahl)
- 1926 Hige (ひげ, etwa: Moustache)
- 1928 Watashi no seijikan (私の政治観, etwa: Meine Ansichten über die Politik)

### Artikel (Auswahl)
- 1925 Hōritsu o manabu watashi (法律を學ぶ私, etwa: Ich, die ich das Recht studiere)
- 1925 Fujin mondai washi tsukami ni shite (婦人問題を鷲攫みにして, etwa: Die Frauenfrage in den Klauen des Adlers)
- 1926 Kokusan jōrei to shufu no tsutome (國產奬勵と主婦の務, etwa: Unterstützung der heimischen Produktion und die Pflichten der Hausfrau)
- 1925 Nakayama Utako no tekitsuta michi (中山歌子の迪つた路, etwa: Der Weg von Utako Nakayama)[Anm. 4]
- 1925 Kōshō mondai kenkyūkai (公娼問題研究會, etwa: Studiengruppe zur Frage der lizenzierten Prostitution)